# Municipio de Francisco Z. Mena
El municipio de Francisco Z. Mena es un municipio del estado mexicano de Puebla. Según el censo de 2020, tiene una población de 17 824 habitantes.
Es el municipio ubicado más al norte de la entidad. Su cabecera municipal es el pueblo de Metlaltoyuca.
Recibe su nombre en honor del general Francisco Z. Mena, oriundo de la ciudad de León, Guanajuato, que combatió en la guerra de la intervención francesa.

## Geografía
El municipio está ubicado en el extremo norte del estado de Puebla. Tiene una superficie de 535,79 kilómetros cuadrados, que lo convierte en el cuarto municipio más extenso del estado. 
Sus límites territoriales son al sur con el municipio de Pantepec y el municipio de Venustiano Carranza, y el resto con el estado de Veracruz de Ignacio de la Llave, correspondiente esas colindancias al oeste al municipio de Ixhuatlán de Madero, al norte al municipio de Álamo Temapache, al este al municipio de Castillo de Teayo y al sureste al municipio de Tihuatlán.

### Orografía e hidrografía
Se encuentra surcado en casi toda su extensión por la Sierra Norte de Puebla, aunque en esta zona esta ya comienza a descender hacia las planicies costeras de Veracruz, siendo de una altura menor que en la de otros municipios del norte poblano. El terreno en general presenta una sucesión de montañas y valles. Entre estos últimos destaca la Mesa de Metlantoyuca, la zona plana más extensa del municipio y donde se asienta la cabecera municipal, así como el cauce del río Pantepec.
La principal corriente del municipio es el mencionado río Pantepec que atraviesa el territorio de sur a norte por una extensión de aproximadamente 20 kilómetros, proviene del municipio de Pantepec y señala parte del límite con el estado de Veracruz, hacia donde continúa para incorporar sus aguas al río Cazones. Su principal afluente en el municipio es el río Beltran, que recorre por el suroeste el territorio marcando el límite municipal con Pantepec. Otros pequeños arroyos de la zona sureste dan origen al río Huitzilac y del extremo norte desciende a su vez el río Miquetla, siendo estos dos últimos afluentes del río Cazones en el estado de Veracruz. Todo el sistema hidrológico de Francisco Z. Mena forma parte de la Cuenca del río Tuxpan y de la Región hidrológica Tuxpan-Nautla.

### Clima y ecosistemas
En el municipio se distinguen dos zonas climáticas, la mitad oriental del territorio registra un clima que se encuentra clasificado como Cálido subhúmedo con abundantes lluvias en verano y la mitad occidental registra a su vez clima Cálido subhúmedo con lluvias en verano; la temperatura media anual de todo el territorio es superior a los 24 °C, siendo este promedio el más elevado que se registra en el estado de Puebla; la precipitación promedio anual se distingue en dos zonas, la zona norte y este tiene un promedio entre los 1,200 y 1,500 mm, mientras que el territorio restante registra entre 1,500 y 2,000 mm.
El ecosistema más extendido del municipio es la selva alta perennifolia que cubre todo el norte y el este del territorio, hacia el suroeste en las márgenes del río Pantepec la tierra se dedica principalmente a la agricultura, mientras que una pequeña extensión del extremo sureste se puede encontrar pastizal.

## Demografía
De acuerdo con los resultados del Censo de Población y Vivienda realizado en 2020 por el Instituto Nacional de Estadística y Geografía, la población total de Francisco Z. Mena asciende a 17 824 habitantes, de los cuales 8867 son hombres y 8957 son mujeres, siendo por tanto el índice de población masculina del 49.7%. El 22.9% de los habitantes son menores de 15 años de edad. Respecto de la residencia, el 24.3% de la población vive en localidades de más de 2500 habitantes. El 7.1% de los habitantes de 5 años o más son hablantes de alguna lengua indígena.

### Localidades
En Francisco Z. Mena se encuentran un total de 101 localidades, siendo las principales  las siguientes:
| Localidad       | Población |
| Total Municipio | 17 824    |
| Metlaltoyuca    | 4324      |
| La Pahua        | 1374      |
| Jaltocan        | 1039      |
| Huitzilac       | 1195      |
| Moctezuma       | 894       |

## Política
El Municipio de Francisco Z. Mena fue creado en el año de 1910. Pertenece a la administración interior del estado de Puebla a la Región Sierra Norte. Su gobierno, como el de todos los municipios de México, está asignado al Ayuntamiento, siendo este conformado por el presidente municipal, el Síndico y un cabildo formado por 8 regidores, siendo seis electos por mayoría relativa y dos por representación proporcional. El Ayuntamiento es electo por un periodo de tres años no reelegibles para el periodo inmediao siguiente, pero si de forma no continúa y entra a ejercer su cargo el día 15 de febrero del año siguiente a su elección.

### Subdivisión administrativa
Para su gobierno interno el municipio se divide en una junta auxiliar, la cual es electa por plebiscito el último domingo del mes de marzo, toma posesión de su cargo el 15 de abril del mismo año y duran en el cargo tres años, está formada por un presidente auxiliar y cuatro regidores propietarios; además existen 27 inspectorías nombras directamente por el presidente municipal y 28 juzgados de paz.

### Representación legislativa
Para la elección de diputados locales representantes de la población en el Congreso de Puebla y diputados federales integrantes de la Cámara de Diputados de México, el municipio de Francisco Z. Mena se encuentra integrado en los siguientes distritos electorales:
Local:
- Distrito electoral local de 1 de Puebla, con cabecera en Xicotepec de Juárez.[13]

Federal:
- Distrito electoral federal 1 de Puebla, con cabecera en la ciudad de Huauchinango.[14]

### Presidentes municipales
- (1987 - 1990): Gaudencio Prior Solís
- (1990 - 1993): Lorenzo Meneses De los Reyes
- (1993 - 1996): Gerardo Ávila Cabrera
- (1996 - 1999): Jacobo Emilio García Solís
- (1999 - 2002): Eduardo Gutiérrez Cordero
- (2002 - 2005): Jacobo Emilio García Solís
- (2005 - 2008): Adrián Bonilla Cruz
- (2008 - 2011): Marciano Hernández Hernández
- (2011 - 2014): Gustavo Gómez Álvarez
- (2014 - 2018): Víctor Vargas García
- (2018 - 2021): Pascual Morales Martínez
- (2021 - 2024):  Gildardo Vargas García
- (2024 - 2027): Víctor Vargas García